# Rhitymna bicolana
Rhitymna bicolana là một loài nhện trong họ Sparassidae.
Loài này thuộc chi Rhitymna. Rhitymna bicolana được Alberto Barrion & James A. Litsinger miêu tả năm 1995.